# بددک
بددک (به انگلیسی: Baddeck) یک منطقهٔ مسکونی در کانادا است که در شهرستان ویکتوریا، نوا اسکوشیا واقع شده‌است. بددک ۷۶۹ نفر جمعیت دارد.